# 유건 (강도왕)
강도왕 유건(江都王 劉建, ? ~ 기원전 121년)은 중국 전한의 제후왕으로, 마지막 강도왕이다. 강도역왕 유비의 아들이다.

## 사적
태자 시절, 아버지 강도역왕에게 양분(梁蚡)이라는 사람이 딸을 바치려고 했는데, 이 여자가 미녀란 것을 듣자 자기 여자로 삼고 항의하는 양분을 사람을 시켜 죽였다. 양분의 집에서 정위에 고소했으나 사면을 받았다. 강도역왕이 죽자 아직 장례가 끝나지 않았는데 강도역왕이 생전에 총애한 미인 요희(淖姬) 등 10여 명과 간음했다. 누이동생 유징신(劉徵臣)이 갑후 왕신 또는 왕충의 며느리로 시집 갔다가 아버지의 장례를 위해 돌아왔는데 그와도 간음했다. 강도역왕의 막내아들이며 유건의 이복 아우인 유정국의 어머니가 이를 알고 유정국을 역왕의 후사로 세우기 위해 사염(荼恬)에게 돈을 주고 유건의 음란을 고소해 유건의 후사 자리를 박탈하고자 했으나, 정위는 오히려 사염이 돈을 받고 고소한 것을 기시에 처했고 유건은 징벌하지 않았다. 나중에 장안으로 사자를 자주 보내 유징신을 맞아들이자, 할머니 노공왕태후가 유징신에게 글을 주어 다시 만나지 못하게 했다. 알자 길을 보내 노공왕태후에게 안부를 묻자, 노공왕태후는 울면서 이미 근친상간으로 망한 제나라와 연나라를 들어 강도왕을 경계했다. 그러나 강도왕은 이를 듣지 않고 노공왕태후의 말을 전한 알자 길을 쳐서 쫓아냈다.
나중에 장대궁(章臺宮)에서 여자 넷과 배를 타고 놀다가 배를 뒤집어 네 명을 빠뜨려 두 명이 죽었고, 뇌피(雷波)에서 놀다가 큰 바람을 만나자 두 낭이 탄 배를 뒤집어 빠트려 죽게 하고는 이를 보면서 크게 웃었다.
궁녀 중에 잘못한 사람에게는 벌거벗고 북을 치게 했고, 혹은 나무 위에 두었으며, 30일이 지나서야 옷을 주었다. 혹은 곤겸에 처하고 절구를 찧는 노예로 삼았으며, 혹은 때렸다. 혹은 이리에게 물려 죽게 하고, 이를 보며 크게 웃었으며, 혹은 감금하고 굶어죽였다. 이렇게 무고히 죽은 자가 35명이었다. 또 사람이 짐승과 교접해 자식을 낳게 하려고 궁인을 벌거벗겨 사지를 땅에 짚고 숫양·개와 교접하게 했다.
왕이 음란하고 포학하다는 말이 국내에 널리 퍼지자, 주살당할 것을 두려워해 왕후 성광(成光)과 함께 월나라 여자 종을 통해 황제를 저주하며 한나라 조정에서 자기를 처벌하려 한다면 결단코 혼자 죽지 않을 것이라고 말했다. 또 이웃한 회남왕 유안·형산왕 유사가 모반하려 함을 알자 이들에게 병탄당할 것을 꺼려 병기를 만들고, 장인 성호응(成胡應)을 장군으로 부르고 힘 있고 활 잘 쏘는 중대부 질(疾)을 영무군으로 불렀다. 또 옥새와 장군과 도위의 인수와 사지절을 만들고 군수 물자와 작위까지 준비했으며, 지도와 진법도 갖추었다. 그리고 월나라 요왕과 민후와 서로 선물을 주고받으며 외교 관계를 맺어 위급한 일이 있으면 서로 돕게 했다.
회남왕의 모반 사건이 밝혀지고 그 일당을 처벌하는데 유건도 연루되자, 뇌물로 죄를 면하려 했다. 그러나 결국 자신의 반란 모의도 밝혀졌고, 한나라에서 승상장사를 보내 강도상과 함께 조사해 강도왕이 반란에 쓰려고 만든 기구들을 찾아냈다. 유사는 유건을 체포해 주살하도록 청했고, 열후와 이천석과 박사들도 의논하고 유건의 죄는 주살을 피할 수 없다고 했다. 이에 종정 유수·정위 장탕을 유건에게 보냈고, 유건은 자결했으며, 왕후 성광 등은 모두 기시에 처해졌다. 재위 6년 만에 유건이 자살하니 봉국은 폐지되어 한나라에 편입, 광릉군이 되었다.
그래서 전한에서 강도왕의 작위는 없어졌고, 다만 강도나라를 폐지하고 이름을 고쳐 세운 군인 광릉군을 후에 광릉나라로 바꿔 광릉왕을 두었다. 121년 후에 조카 유궁이 광세왕에 봉해질 때까지 강도왕의 제사는 끊겼다. 딸 유세군은 원봉 연간에 오손으로 출가하였다.